# Der dunkle Schirm
Der dunkle Schirm (engl. A Scanner Darkly) ist ein Science-Fiction-Roman von Philip K. Dick aus dem Jahr 1977. 
Hauptthema des in Teilen autobiografischen Romans ist der Drogenkonsum und die dadurch bewirkten Zerstörungen der Persönlichkeit. Er spielt in einem dystopisch geschilderten Orange County (Kalifornien) des Jahres 1994.
Der dunkle Schirm ist einer der bekanntesten Romane Dicks und wurde 2006 von Richard Linklater unter Einsatz des Rotoskopie-Verfahrens verfilmt.

## Titel
Der Originaltitel ist, wie auch im Roman erläutert wird, eine Anspielung auf eine Bibelstelle aus dem 1. Brief des Paulus an die Korinther, nämlich 1 Kor 13,12 : „Wir sehen jetzt durch einen Spiegel ein dunkles Bild“ (in der King-James-Bibel: „For now we see through a glass, darkly“). Der Protagonist des Romans sieht aber nicht mehr durch einen Spiegel, sondern durch das holographische Aufnahmesystem, den Scanner. Außerdem sind die Anfangsbuchstaben SD (für scanner darkly) dieselben wie die von Substance D, der fiktiven Droge, der im Roman eine besondere Rolle zukommt.

## Inhalt
Protagonist des Romans ist Bob Arctor, der als verdeckter Ermittler mit dem Decknamen „Fred“ eine Gruppe von Konsumenten und Dealern der extrem süchtig machenden Droge „Substanz T“ überwacht, zu der er in seiner Tarnidentität selbst gehört. Um die Ermittler vor Enttarnung zu schützen, treten sie der Polizei gegenüber anonym auf. Zu diesem Zweck tragen sie einen sogenannten „Jedermann-Anzug“, der die Gestalt und das Gesicht des Trägers hinter einer ständig wechselnden Folge von Gestalten und Gesichtern verbirgt – dieser Anzug und die Droge „Substanz T“ („T“ für „Tod“, im englischen Original „Substance D“ für „Death“) gehören zu den wenigen Science-Fiction-Elementen des Romans.
Dick schildert ausführlich den Alltag in einer Drogen-Subkultur und die Folgen des Drogenmissbrauchs, beispielsweise den bei Kokain-Konsumenten verbreiteten Epizoonosen-Wahn, die Vorstellung, dass Käfer unter der eigenen Haut leben.
Fred erhält den Auftrag, den des Drogenhandels verdächtigten Bob Arctor zu überwachen, wobei der Polizei die Identität Freds und Bob Arctors nicht bekannt ist. In Arctors Haus werden Überwachungskameras installiert, Arctor überwacht in seiner Ermittler-Identität im Jedermann-Anzug sich selbst und die Mitbewohner in seinem Haus. Er verliert zunehmend die Fähigkeit, die Einheit seiner beiden Identitäten zu erkennen. Als Agent wird er regelmäßig medizinischen Tests unterzogen, die belegen, dass er unter zunehmenden Hirnschädigungen durch den Konsum von Substanz T leidet. Schließlich landet er als psychisches Wrack in einer Entzugsklinik der Organisation „Der neue Pfad“. Dort erhält er den Decknamen „Bruce“ – seine dritte Identität. Während er dort mit einfachsten Arbeiten beschäftigt wird, stellt sich heraus, dass der „Neue Pfad“ selbst die Substanz T herstellt und vertreibt, was Bruce/Fred/Bob kaum mehr bewusst wahrnimmt. Eine Blüte der Substanz-T-Pflanzen schiebt er sich in den Schuh, um sie bei einem Zusammentreffen mit anderen Patienten zu Thanksgiving seinen Freunden zu übergeben. Dies könnte man als ein kleines Happy End betrachten, da es unter diesen Freunden einen Undercover-Agenten gibt, der so die Behörden von den Aktivitäten des „Neuen Pfads“ unterrichten könnte.
In einem Nachwort und Nachruf nimmt Philip K. Dick Stellung zu Drogenkonsum und Drogen-Subkultur, der er selbst angehörte. Er listet die vielen Freunde und Bekannten auf, die durch Drogen gestorben sind oder in ihrer Gesundheit schwer geschädigt wurden.

## Paranoia
Wie in vielen anderen Geschichten Dicks spielen Verschwörungen und Verschwörungstheorien  eine zentrale Rolle im Roman. Einerseits wird die typische Paranoia Suchtkranker karikiert, wenn Arctors/Freds Freund Barris im Rausch von möglichen Manipulationen durch posthypnotische Suggestionen und induzierte Amnesie schwafelt. Andererseits ist seine Verfolgungsangst nur zu begründet, denn er wird, ohne es zu wissen, von seinem eigenen Freund polizeilich überwacht. Und schließlich wird die Hilfsorganisation des „Neuen Pfades“ als kriminelle Vereinigung dargestellt, die mit Hilfe der Suchtkranken die toxische Substanz produziert, von der sie sie befreien zu wollen vorgibt.

## Verfilmung
Von Richard Linklater wurde der Roman 2006 mit den Darstellern Keanu Reeves, Robert Downey Jr., Woody Harrelson und Winona Ryder verfilmt. Der Film A Scanner Darkly arbeitet mit der Rotoskopie, einer besonderen Tricktechnik, die Zeichentricktexturen und Realfilm überlagert.

## Deutschsprachige Ausgaben
- Bastei-Verlag, Bergisch Gladbach 1980, ISBN 3-404-22018-8; wieder 1989 ISBN 3-404-24123-1
- Heyne Verlag, München 2003 (überarbeitete Übersetzung), ISBN 3-453-87368-8
- Fischer Klassik, Frankfurt am Main 2014, ISBN 978-3596905669.

## Hörbuch
Beim Verlag Audible erschien 2007 auf Basis einer Übersetzung von Karl-Ulrich Burgdorf ein deutschsprachiges Hörbuch von 9 Stunden 50 Minuten Länge. Sprecher ist Dietmar Wunder.